# Jan Krzysztof Bielecki
Jan Krzysztof Bielecki ['jan ˈkʂɨʂtɔf bʲɛˈlɛt͡skʲi] (escutarⓘ)  (3 de maio de 1951) é um político e economista liberal polonês. Uma figura importante do Congresso Democrático Liberal baseado em Gdańsk no início de 1990, Bielecki serviu como primeiro-ministro da Polônia durante a maior parte de 1991. Em sua carreira pós-política, Bielecki atuou como presidente do Bank Pekao entre 2003 e 2010 e como presidente do Instituto Polonês de Assuntos Internacionais entre 2009 e 2015. Desde o início dos anos 2000, Bielecki é membro do partido Plataforma Cívica. Em 2010, o Warsaw Business Journal descreveu Bielecki como um dos economistas mais respeitados da Polônia.

## Vida
Nascido em Bydgoszcz em 3 de maio de 1951, Bielecki estudou economia do transporte marítimo na Universidade de Gdańsk, graduando-se em 1973. Durante grande parte da segunda metade da década de 1970, Bielecki trabalhou como economista no Centro de Indústria Pesada, um instituto de pesquisa econômica aplicada em Gdańsk. Em 1980, Bielecki aderiu ao movimento Solidariedade, assumindo um papel ativo no movimento, fornecendo-lhe apoio logístico. Como a lei marcial foi declarada em dezembro de 1981 para esmagar os dissidentes, Bielecki foi preso e brevemente detido pelas autoridades. Reconhecido por seu papel no Solidariedade, Bielecki foi demitido do Centro de Indústria Pesada e colocado na lista negra do emprego estatal. Após oito meses de desemprego, Bielecki conseguiu um emprego como motorista de caminhão para uma cooperativa agrícola, enquanto também se manteve secretamente ativo no Solidariedade, publicando panfletos e monitorando as atividades clandestinas da polícia. Durante um fórum realizado na London School of Economics em 2009, Bielecki descreveu a dificuldade que muitos colegas ativistas do Solidariedade enfrentaram no início dos anos 1980. "Depois da lei marcial, muitas pessoas - colegas meus - estavam de joelhos ou em uma prisão regular. Infelizmente, 70% deles decidiram deixar o país porque pensaram: 'A luta acabou. É o fim. Não há chance para o futuro. E tentamos desesperadamente ficar no país, na minha opinião pessoal, principalmente para não desistir e lutar por orgulho."

### Nos negócios e na política
Permanecendo fora do setor estatal, ao mesmo tempo em que continuava apoiando clandestinamente o Solidariedade, Bielecki, juntamente com outros colegas da Universidade de Gdańsk com ideias semelhantes buscou aproveitar as novas reformas econômicas instituídas pelo governo comunista em meados da década de 1980. Essas reformas substituíram a administração direta das empresas estatais por regulamentos escritos para gerentes. Percebendo que as leis de reforma tinham grandes brechas na fiscalização financeira e tributária, a situação poderia ser aproveitada por empresas de consultoria privadas, que poderiam aconselhar as empresas estatais a evitar várias regulamentações. Bielecki criou a cooperativa Doradca, praticamente sem capital ou fontes financeiras, com ele mesmo como "chefe de operações" e um secretário como colega de trabalho. Usando conexões acadêmicas e pessoais da Universidade de Gdańsk, Bielecki estabeleceu relações de trabalho com a Polish Ocean Lines e outras empresas estatais. Como existiam poucos órgãos de consultoria na República Popular da Polônia comunista (PRL), as conexões acadêmicas e pessoais de Bielecki com professores universitários e ex-alunos simpáticos foram cruciais para obter trabalho na época.
A cooperativa de Bielecki rapidamente recebeu trabalho em consultoria tributária. Os códigos tributários opacos e muitas vezes vagos emitidos pelo governo comunista confundiam os gerentes de empresas estatais, que contavam com a Doradca para ajudá-los a limitar suas declarações fiscais. A cooperativa, usando as  brechas existentes no código tributário, ganhou experiência em aumentar salários individuais em empresas estatais sem aumentar os passivos tributários. Em 1987, Bielecki organizou seus funcionários para criar um software que simulava várias estratégias de passivos tributários sobre salários. O software tornou-se imensamente popular entre as maiores empresas da Polônia, que rapidamente compraram cópias. Em 1988, o governo afrouxou as proibições de empresas ocidentais fazerem joint ventures com empresas polonesas. Com poucas empresas de consultoria instaladas e menos poloneses de língua inglesa familiarizados com a análise financeira ocidental, a Doradca estava bem posicionada para ajudar essas novas empresas com os regulamentos tributários e bancários da Polônia. Ao mesmo tempo, Doradca, através dos esforços de Bielecki, continuou a ajudar no recrutamento e contratação de membros clandestinos do Solidariedade.
Nos dias de declínio do estado comunista, Bielecki, juntamente com os colegas liberais de Gdańsk Janusz Lewandowski, Donald Tusk e Jacek Merkel, fundaram a Sociedade de Gdańsk para o Desenvolvimento Socioeconômico, uma organização informal de dissidentes liberais intelectuais, que ficou conhecida como os "liberais do congresso ." Nas eleições parlamentares parcialmente livres de 1989, Bielecki foi eleito para o Sejm como membro do Comitê de Cidadãos Solidários. Durante a fragmentação do Movimento dos Cidadãos Solidários ao longo de 1990, Bielecki e outros intelectuais de Gdańsk favoreceram cada vez mais uma abordagem liberal para reformar a economia polonesa. Os membros liberais do Congresso, incluindo Bielecki, votaram para criar o Congresso Democrático Liberal (KLD) em junho de 1990 para disputar as eleições parlamentares. O novo partido defendia o liberalismo pragmático, a privatização, a expansão do novo mercado livre da Polônia e a integração europeia. O partido, juntamente com Bielecki, também apoiou Lech Wałęsa nas eleições presidenciais de 1990.

## Primeiro-ministro: 1991

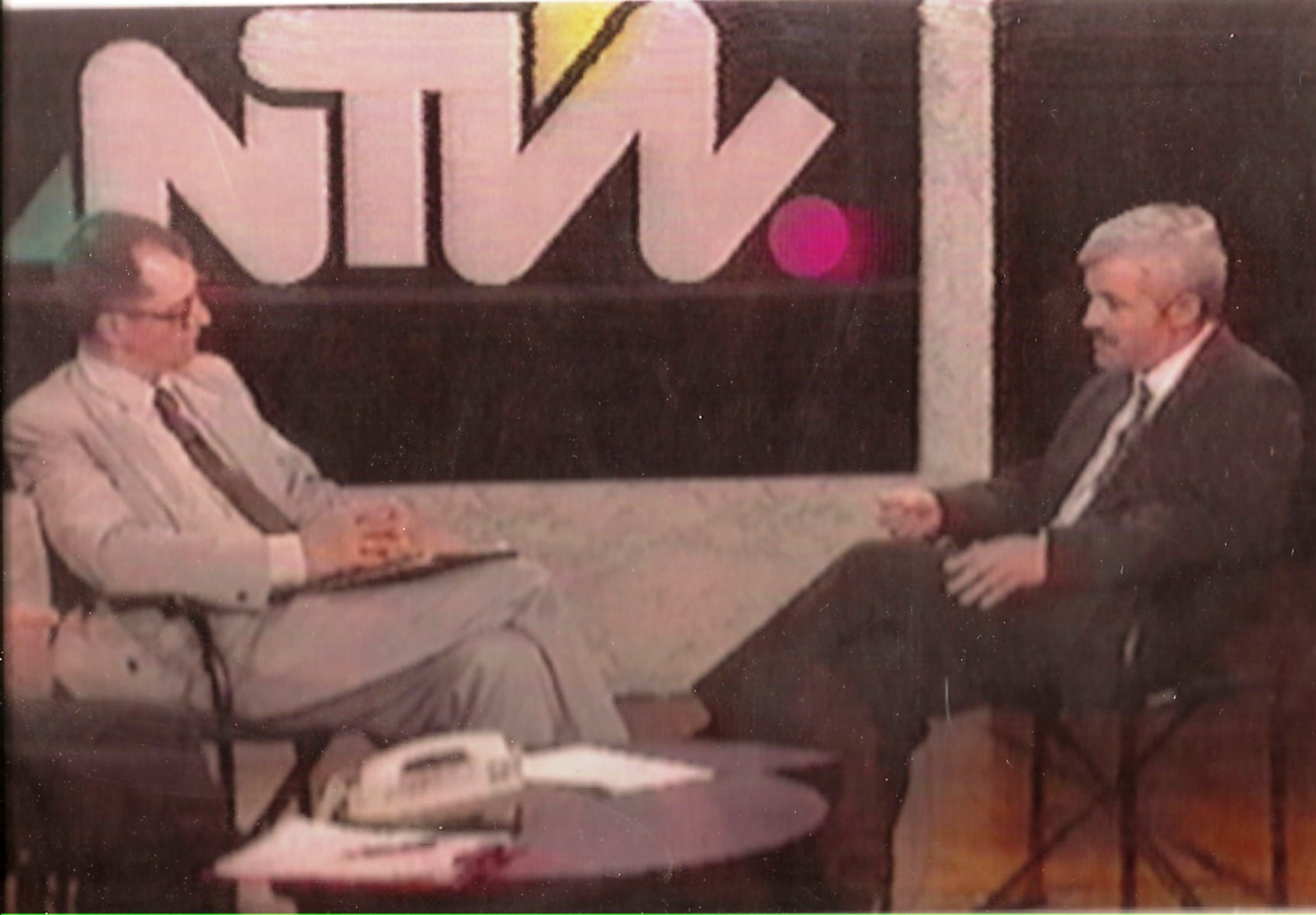
Bielecki (à direita) no talk show de Andrzej Tadeusz Kijowski em julho de 1993

Após a renúncia do primeiro-ministro Tadeusz Mazowiecki em novembro de 1990, após sua retumbante derrota nas eleições presidenciais, o recém-eleito presidente Lech Wałęsa procurou um novo primeiro-ministro. Originalmente, o presidente nomeou o advogado e ex-ativista Jan Olszewski para o cargo de primeiro-ministro, embora Olszewski rapidamente tenha recusado o cargo após inúmeras divergências sobre as condições imporstas. Wałęsa voltou-se para Bielecki para formar um novo governo. Bielecki era pouco conhecido na época dentro dos círculos políticos. Bielecki aceitou as propostas de Wałęsa ao gabinete, mantendo cinco ministros do governo anterior de Mazowiecki, incluindo o ministro das Finanças e vice-primeiro-ministro Leszek Balcerowicz, que continuaria a instituir o Plano Balcerowicz de terapia de choque para a economia polonesa. Bielecki então elaborou um governo de coalizão entre seu Congresso Liberal Democrata e outros partidos que apoiaram Lech Wałęsa, incluindo o Acordo de Centro, o Partido Democrata e a União Nacional Cristã. Bielecki prestou juramento em 4 de janeiro de 1991, liderando o primeiro governo em 47 anos em que nenhum de seus membros havia servido anteriormente sob o comunismo.
O governo de Bielecki rapidamente se concentrou na situação econômica internacional do país. Aparecendo no Fórum Econômico Mundial (WEF) em Davos, Suíça, em fevereiro de 1991, Bielecki pediu aos países credores ocidentais que perdoassem 80% da dívida externa de US$ 46,6 bilhões da Polônia. Por meio dessas negociações, os governos da Europa Ocidental concordaram em perdoar 50% da dívida no mês seguinte, seguidos pelos Estados Unidos perdoando 70% de sua parcela e o Brasil com 50%. O Fundo Monetário Internacional e o Banco Mundial também concordaram em fornecer à Polônia empréstimos para modernização. Internamente, o governo de Bielecki buscou esforços para desconstruir a antiga economia de comando. Em junho, o governo de Bielecki propôs um programa maciço de privatização para vender 400 empresas estatais, quase 25% da produção industrial da Polônia. De acordo com o plano, o estado polonês manteria o controle de 30% das empresas através do uso de um fundo nacional de gestão de patrimônio, com cada cidadão adulto recebendo ações do fundo, enquanto os funcionários de cada empresa selecionada receberiam dez por cento das ações de sua empresa. Durante o mesmo período, a Bolsa de Valores de Varsóvia (WSE) abriu para negócios em abril de 1991.
O programa econômico de Bielecki foi controverso, particularmente entre ativistas e políticos do Solidariedade. Em maio de 1991, cerca de 10.000 manifestantes convergiram em Varsóvia para expressar a discordância contra as reformas econômicas radicais do governo. Simultaneamente, o Solidariedade organizou greves em várias partes do país. Diplomaticamente, o governo de Bielecki continuou a se afastar do Bloco Oriental e em direção a uma aliança mais forte com o Ocidente. Em fevereiro de 1991, as negociações com a União Soviética iniciaram a retirada de mais de 50.000 soldados da Polônia e o desmantelamento militar do Pacto de Varsóvia. Sob Bielecki, a Polônia votou pela dissolução do Comecon (Conselho de Assistência Econômica Mútua) e do Pacto de Varsóvia, cujas organizações foram oficialmente dissolvidas entre junho e julho de 1991. As negociações com a Bélgica, França, Alemanha, Luxemburgo e Holanda levantaram com sucesso as restrições de visto contra cidadãos poloneses. Em junho, Bielecki, juntamente com seu colega alemão, o chanceler alemão Helmut Kohl, assinaram o Tratado de Boa Vizinhança entre a Polônia e a Alemanha, reafirmando o Tratado de Fronteira Alemão-Polonês e a linha Oder-Neisse como a fronteira entre as duas nações. Em novembro, após a conclusão das negociações, a Polônia foi convidada a integrar o Conselho da Europa (CoE). O governo de Bielecki também liderou as negociações para assinar um acordo provisório com a Comunidade Européia do Carvão e do Aço (CECA) e a Comunidade Econômica Européia (CEE) sobre o comércio, embora sua conclusão ocorra até depois do colapso do governo Bielecki.
No que diz respeito à administração regional, o governo Bielecki propôs uma reformulação do governo local, argumentando para substituir os rejony recém-criados com powiats em nível de condado (condados), bem como propor a descentralização da Polónia em regiões. A proposta pedia que as regiões fossem dotadas de parlamentos eleitos, governos regionais responsáveis e mantivessem a presença do governo central regional. A ideia foi profundamente influenciada pelos Länder (Estados) da Alemanha, vislumbrando um modelo federalista para a Polônia. Os opositores das propostas de governo local de Bielecki acusaram a ideia de um passo em direção à subordinação alemã, defendendo que a república permanecesse um estado unitário (um estado governado como uma entidade única). A proposta foi posteriormente alterada, prevendo a Polônia dividida em dez ou doze voivodias (estados poloneses) com o governo central administrando a política dentro de cada região. As propostas de reforma, no entanto, não entraram na legislação. Desde então, os planos de descentralização foram interpretados como uma tentativa de Bielecki de criar governos provinciais fortes para realizar as reformas econômicas do governo.
Dentro do parlamento, a posse de Bielecki no cargo de primeiro-ministro foi continuamente marcada por dificuldades. Com um governo minoritário, Bielecki enfrentou um parlamento hostil que repetidamente derrotou as reformas econômicas e políticas do governo. Sem apoio parlamentar, o Presidente Wałęsa defendeu que o Conselho de Ministros concedesse  a si poderes especiais para governar por decreto. No entanto, Bielecki hesitou em conceder tais poderes, propondo ao parlamento uma "via rápida" para a legislação econômica. No entanto, em junho de 1991, nenhum dos 27 projetos de lei do governo havia sido aprovado no Sejm. Bielecki ofereceu sua renúncia ao Sejm, mas sua moção foi derrotada por 211-144. Após sua derrota, Bielecki pressionou por poderes de decreto, embora apenas nos dois meses anteriores às eleições parlamentares programadas em outubro, com certa legislação sendo excluída dos decretos. Embora defendendo sua proposta de decreto como apenas uma solução temporária, Bielecki propôs congruentemente conceder à presidência poderes especiais, incluindo o direito de nomear e demitir o primeiro-ministro e os membros do gabinete, como medida de "impedir que a democracia caia no caos e na anarquia ."
Apesar de ganhar metade do Sejm para favorecer ambas as propostas, Bielecki não tinha a maioria de dois terços necessária para aprovar o ato de qualquer poder especial. Com alegações de corrupção de membros de seu governo, juntamente com uma piora da economia, Bielecki e o Congresso Liberal Democrata saíram das eleições parlamentares de 1991 com resultados mistos. O Congresso Democrático Liberal surgiu com 37 assentos no Sejm, com Bielecki eleito para Varsóvia I. No entanto, nem o partido, nem Bielecki, nem qualquer outro partido, comandaram uma clara maioria após a eleição profundamente inconclusiva, pois Bielecki não tinha apoio para continuar o governo. Nas negociações de coalizão que se seguiram, o Congresso Democrata Liberal desistiu das negociações de formação do governo com o grupo da Aliança Cívica de Centro dominado pelo Acordo de Centro, devido a diferenças econômicas e de gabinete entre os dois campos. Bielecki permaneceu como primeiro-ministro até ser substituído por Jan Olszewski do Acordo de Centro em 6 de dezembro de 1991.

## Pós liderança

### Carreira parlamentar
Como membro do Sejm e um dos líderes do Congresso Liberal Democrata, Bielecki continuou seu apoio a uma integração política e econômica mais forte na Europa. Durante seu período pós-premier no Sejm, Bielecki serviu na Comissão de Relações Exteriores. Falando do plenário do Sejm em maio de 1992, Bielecki expressou forte apoio à entrada da Polônia na Comunidade Econômica Européia, dizendo: "Aqui está a estratégia, aqui está um lugar polonês na união da Europa, com os poloneses se beneficiando da segurança coletiva, os poloneses desfrutando a liberdade de circulação de pessoas, bens e capitais. Esta é uma oportunidade de participar das estruturas políticas e da economia global." Durante o início da década de 1990, Bielecki também apoiou fortemente a iniciativa de Visegrád com a Tchecoslováquia e a Hungria, uma maior integração com a OTAN e encorajou a política política e econômica polonesa a se inspirar nos bem-sucedidos tigres asiáticos e nações latino-americanas como exemplos positivos. Em julho de 1992, Bielecki apoiou a nomeação de Hanna Suchocka como primeira-ministra. Suchocka mais tarde nomeou Bielecki como ministro sem pasta, encarregado das relações com a Comunidade Européia entre 1992 e 1993 sob um acordo de coalizão entre a União Democrática de Suchocka e o Congresso Liberal Democrata.

### Carreira Bancária e Pós-Política
Profundamente frustrados pelas dificuldades econômicas trazidas pela privatização, os eleitores puniram o governo de Suchocka nas eleições parlamentares de setembro de 1993, com o Congresso Democrático Liberal de Bielecki perdendo a totalidade de seus assentos no Sejm. Após a severa derrota, Bielecki foi nomeado para o Conselho de Administração do Banco Europeu de Reconstrução e Desenvolvimento (BERD) em dezembro, onde permaneceu até setembro de 2003. Em 1994, Bielecki co-fundou a União Liberdade, um partido centrista pró-União Europeia através da unificação da União Democrática e do Congresso Liberal Democrata . Em 2001, Bielecki ingressou no partido Plataforma Cívica. De 2003 a 2010, Bielecki atuou como presidente do Banco Pekao. O anúncio de renúncia de Bielecki em 2009 do banco provocou rumores de uma possível oferta para se tornar primeiro- ministro novamente ou servir como ministro das Finanças no caso do primeiro-ministro Donald Tusk concorrer à presidência em 2010. No entanto, membros conservadores do establishment  polonês, incluindo o partido Lei e Justiça e a Rádio Maryja, alegaram em 2012 de irregularidades financeiras cometidas por Bielecki no Banco Pekao, particularmente com o relacionamento o desenvolvedor italiano Pirelli & C. Real Estate.
Rumores circularam na mídia polonesa e círculos de futebol ao longo do final de 2011 até meados de 2012 que Bielecki estava sendo considerado para chefiar a Federação Polonesa de Futebol (PZPN). A especulação começou após comentários feitos pelo ex-árbitro e presidente da PZPN, Michał Listkiewicz, de que Bielecki seria a escolha ideal para liderar a associação devido à sua experiência internacional e paixão pelo esporte. No entanto, Bielecki descartou a ideia de chefiar o órgão. Em maio de 2013, membros do partido de oposição Lei e Justiça alegaram que um relatório do ex-chefe da ABW, Krzysztof Bondaryk, acusava Bielecki de fazer lobby ilegalmente por empresas russas para adquirir ações da ZA Tarnów, uma instalação de produção química. Bielecki negou as reportagens, com o ABW respondendo da mesma forma que a reportagem reivindicada pelo Direito e Justiça não existia.

## Atividades atuais
De 2010 a 2014, Bielecki atuou como presidente do Conselho Econômico da Chancelaria após sua nomeação pelo primeiro-ministro Donald Tusk. Bielecki atuou como presidente do Instituto Polonês de Assuntos Internacionais de 2009 a 2015. Bielecki também publicou artigos em vários jornais e revistas, incluindo The Wall Street Journal, Die Welt, Rzeczpospolita e Gazeta Wyborcza .

## Vida pessoal
Bielecki é casado e tem dois filhos. O ex-primeiro-ministro é conhecido por sua adoração por motocicletas. Em setembro de 2012, o tabloide Fakt fotografou Bielecki chegando e saindo do trabalho na Chancelaria em uma BMW F800R, vestindo jeans, jaqueta preta, tênis e mochila. O tablóide observou que, embora a posição de Bielecki na chancelaria tenha direito a uma limusine gratuita, o ex-primeiro-ministro preferiu usar sua motocicleta pessoal.
Bielecki também é conhecido por seu gosto pelo futebol, e ocasionalmente deu comentários sobre o jogo para a mídia. Bielecki também é conhecido por jogar futebol durante seu tempo livre contra seu ex-primeiro-ministro e atual presidente do Conselho Europeu, Donald Tusk. Tanto Tusk quanto Bielecki permaneceram amigos íntimos e aliados políticos desde seus dias juntos no Solidariedade na década de 1980. Em relação ao estado do futebol polonês, o ex-primeiro-ministro brincou em 2010 que: "Não acredito que os poloneses sejam mais fracos [como povo]. A única área em que somos idiotas absolutos é o futebol!"
Além de seu polonês nativo, Bielecki é fluente em inglês, bem como em francês e russo .

## Honras e prêmios
- Coreia do Sul : Medalha Grande Gwanghwa Ordem do Mérito do Serviço Diplomático[41]

## Trabalhos citados
- Dudek, Antoni (2007). Historia Polityczna Polski, 1989–2005. Kraków: Arcana. ISBN 978-8389243294
- Hunter, Jr., Richard J.; Ryan, Leo V. (1998). From Autarchy to Market: Polish Economics and Politics, 1945-1995. Cambridge, MA: Harvard Business Review Press. ISBN 978-0275962197
- Johnson, Simon; Loveman, Gary W. (1995). Starting Over in Eastern Europe: Entrepreneurship and Economic Renewal. Westport, CT: Praeger Publishers. ISBN 978-0875845692
- Kerlin, Janelle A. (1994). Social Service Reform in the Postcommunist State: Decentralization in Poland. College Station, TX: Texas A&M University Press. ISBN 978-1585444175
- Millard, Frances (1996). «Poland's 'return to Europe,' 1989-94.». In:  Robert Bideleux; Richard Taylor. European Integration and Disintegration: East and West. New York: Routledge. ISBN 978-0415137416
- Nagle, John D.; Mahr, Alison (1999). Democracy and Democratization. New York: Sage Publications. ISBN 978-0761956792
- Orenstein, Mitchell Alexander (2001). Out of the Red : Building Capitalism and Democracy in Postcommunist Europe. Ann Arbor, MI: University of Michigan Press. ISBN 978-0472067466
- Weiner, Robert (1994). Change in Eastern Europe. Westport, CT: Praeger Publishers. ISBN 978-0275945398
- Wróbel, Piotr J. (2010). «Rebuilding Democracy in Poland, 1989-2004.». In:  M. B. B. Biskupski; James S. Pula; Piotr J. Wróbel. The Origins of Modern Polish Democracy. Athens, OH: Ohio University Press. ISBN 978-0821418925